# Halmstads BK
Halmstads Bollklubb – szwedzki klub piłkarski z miasta Halmstad. Obecnie klub gra w Allsvenskan.

## Historia
Halmstads BK został założony 6 marca 1914. W trakcie swojej historii klub zdobył cztery mistrzowskie tytuły i jeden puchar kraju.

## Sukcesy
- Allsvenskan
  - mistrzostwo (4): 1976, 1979, 1997, 2000
  - wicemistrzostwo (2): 1954/1955, 2004
- Division 1 Södra
  - mistrzostwo (2): 1988, 1992
- Puchar Szwecji
  - zwycięstwo (1): 1994/1995
- Puchar Intertoto UEFA
  - zwycięstwo (3): 1977, 1980, 1994
  - finał (1): 1997

## Europejskie puchary
Legenda do wszystkich tabel:
- Q – runda eliminacyjna, 1/16, 1/8, 1/4, 1/2 – odpowiednia faza rozgrywek, Grupa – runda grupowa, 1r gr – pierwsza runda grupowa, 2r gr – druga runda grupowa, F – finał, R – runda, PO – play-off
- k. – rzuty karne, los. – losowanie, Dogr. – dogrywka, w. – zasada bramek strzelonych na wyjeździe

| Sezon   | Rozgrywki                 | Runda   | Przeciwnik               | Dom | Wyjazd | Ogólnie    |
| ------- | ------------------------- | ------- | ------------------------ | --- | ------ | ---------- |
| 1977/78 | Puchar Europy             | 1R      | Dynamo Drezno            | 2–1 | 0–2    | 2–3        |
| 1980/81 | Puchar Europy             | 1R      | Esbjerg fB               | 0–0 | 2–3    | 2–3        |
| 1995/96 | Puchar Zdobywców Pucharów | 1R      | Łokomotiw Płowdiw        | 2–0 | 1–3    | 3–3, w.    |
| 1995/96 | Puchar Zdobywców Pucharów | 1/8     | AC Parma                 | 3–0 | 0–4    | 3–4        |
| 1996/97 | Puchar UEFA               | Q       | Wardar Skopje            | 0–0 | 1–0    | 1–0        |
| 1996/97 | Puchar UEFA               | 1R      | Newcastle United         | 2–1 | 0–4    | 2–5        |
| 1997    | Puchar Intertoto          | Grupa 8 | FK Hajduk Kula           |     | 1–0    | 1. miejsce |
| 1997    | Puchar Intertoto          | Grupa 8 | Kongsvinger IL           | 2–1 |        | 1. miejsce |
| 1997    | Puchar Intertoto          | Grupa 8 | Lommel SK                |     | 1–1    | 1. miejsce |
| 1997    | Puchar Intertoto          | Grupa 8 | Turun Palloseura         | 6–1 |        | 1. miejsce |
| 1997    | Puchar Intertoto          | 1/2     | Lokomotiw Niżny Nowogród | 1–0 | 0–0    | 1–0        |
| 1997    | Puchar Intertoto          | F       | SC Bastia                | 0–1 | 1–1    | 1–2        |
| 1998/99 | Liga Mistrzów             | 1R      | Liteks Łowecz            | 2–1 | 0–2    | 2–3        |
| 1999    | Puchar Intertoto          | 1R      | Rudar Velenje            | 2–2 | 0–0    | 2–2, w.    |
| 2000/01 | Puchar UEFA               | Q       | Bangor City              | 4–0 | 7–0    | 11–0       |
| 2000/01 | Puchar UEFA               | 1R      | SL Benfica               | 2–1 | 2–2    | 4–3        |
| 2000/01 | Puchar UEFA               | 2R      | TSV 1860 Monachium       | 3–2 | 1–3    | 4–5        |
| 2001/02 | Liga Mistrzów             | 2Q      | Bohemian                 | 2–1 | 2–0    | 4–1        |
| 2001/02 | Liga Mistrzów             | 3Q      | RSC Anderlecht           | 2–3 | 1–1    | 3–4        |
| 2001/02 | Puchar UEFA               | 1R      | Gençlerbirliği SK        | 1–0 | 1–1    | 2–1        |
| 2001/02 | Puchar UEFA               | 2R      | Sporting CP              | 0–1 | 1–6    | 1–7        |
| 2005/06 | Puchar UEFA               | 2Q      | Linfield                 | 1–1 | 4–2    | 5–3        |
| 2005/06 | Puchar UEFA               | 1R      | Sporting CP              | 1–2 | 3–2    | 4–4, w.    |
| 2005/06 | Puchar UEFA               | Grupa C | Hertha BSC               | 0–1 |        | 5. miejsce |
| 2005/06 | Puchar UEFA               | Grupa C | RC Lens                  |     | 0–5    | 5. miejsce |
| 2005/06 | Puchar UEFA               | Grupa C | UC Sampdoria             | 1–3 |        | 5. miejsce |
| 2005/06 | Puchar UEFA               | Grupa C | Steaua Bukareszt         |     | 0–3    | 5. miejsce |

## Skład na sezon 2018
| Nr | Poz. | Piłkarz                  |
| -- | ---- | ------------------------ |
| 1  | BR   | Malkolm Nilsson          |
| 2  | OB   | Thomas Boakye            |
| 3  | OB   | Alexander Berntsson      |
| 4  | PO   | Andreas Hadenius         |
| 5  | PO   | Alexander Arvidsson      |
| 6  | OB   | Marcus Mathisen          |
| 7  | NA   | Höskuldur Gunnlaugsson   |
| 8  | PO   | Pontus Silfwer           |
| 9  | NA   | Johan Oremo              |
| 10 | NA   | Gabriel Gudmundsson      |
| 11 | NA   | Tryggvi Hrafn Haraldsson |
| 12 | BR   | Simon Andersson          |
| 14 | PO   | Jonathan Svedberg        |

| Nr | Poz. | Piłkarz                 |
| -- | ---- | ----------------------- |
| 15 | OB   | Peter Larsson (kapitan) |
| 16 | PO   | Isac Harrysson          |
| 17 | PO   | Oscar Petersson         |
| 18 | PO   | Emil Tot Wikström       |
| 19 | NA   | Rasmus Wiedesheim-Paul  |
| 20 | NA   | Kosuke Kinoshita        |
| 21 | OB   | Andreas Bengtsson       |
| 22 | OB   | Isac Larsson            |
| 25 | NA   | Ardian Berisha          |
| 26 | BR   | Otto Martler            |
| 28 | OB   | Jesper Westerberg       |
| 30 | PO   | Dida Rashidi            |